# Kaffa (region)
Kaffa – prowincja południowo-zachodniej Etopii istniejąca w latach 1897–1998. Miała powierzchnię 54 600 km² i zamieszkiwana była przez dwa i pół miliona mieszkańców. Stolicą prowincji była Jimma.
Na obszarze tej prowincji istniało założone w XIV wieku niezależne Królestwa Kaffy. W 1897 roku zostało ono podbite przez cesarze Etiopii Menelika II. Z podbitego terytorium utworzono prowincję Kaffa. Prowincja Kaffa została zlikwidowana z 1998 roku i włączona do Regionu Narodów, Narodowości i Ludów Południa.
Prowincja posiadało wilgotny klimat i żyzne gleb, które sprzyjały uprawie kawowca. Od słowa Kaffa pochodzi nazwa napoju „kawa”.